# Óscar Coll
Óscar Coll Marengo (Buenos Aires, 1º settembre 1928 – 2001) è stato un calciatore argentino, di ruolo attaccante.
Negli ultimi anni di vita ha sofferto della malattia di Alzheimer ed è deceduto all'età di 73 anni.

## Caratteristiche tecniche
Giocava come attaccante. Era una mezzala destra, ma poteva giocare anche come centravanti e centrocampista di fascia.

## Carriera

### Club
Coll entrò nella prima squadra del River Plate, dove già militava da diverso tempo il fratello Roberto, nel 1948. Vi rimase sino al 1950, venendo considerato una riserva; insieme al fratello lasciò il club, avendovi trovato poco spazio. Roberto si trasferì in Colombia, al Deportivo Cali, mentre Oscar rimase in Argentina, firmando per il Platense di Vicente López. Con la nuova formazione mantenne un rendimento costante: 18 gol al primo anno, 19 al secondo e 13 al terzo. Vista la buona media realizzativa, fu acquistato dal San Lorenzo nel 1954. Coll debuttò in quella stagione, mettendo a segno 10 gol. L'annata seguente lo vide andare in rete per 6 volte. Nel 1956 arrivò l'offerta dell'Espanyol di Barcellona, che Coll accettò: si trasferì dunque in Europa. Inizialmente ci furono problemi riguardante la documentazione del giocatore, inviata in ritardo dalla dirigenza del San Lorenzo, ma in seguito la situazione si risolse e Coll poté debuttare. Alla sua prima stagione, Coll giocò 14 partite, segnando 7 reti; nel 1958-1959 stabilì il proprio primato di gol in massima serie spagnola, realizzandone 11. Al termine dell'annata 1960-1961 decise di lasciare la penisola iberica per tornare in Sudamerica: si accasò dunque all'Universidad de Chile di Santiago. Con la formazione dalla divisa blu partecipò alla Coppa Libertadores nel 1963, nel 1965 e nel 1966, totalizzando inoltre 72 presenze e 13 gol nel massimo campionato cileno.